# Islas Larsen

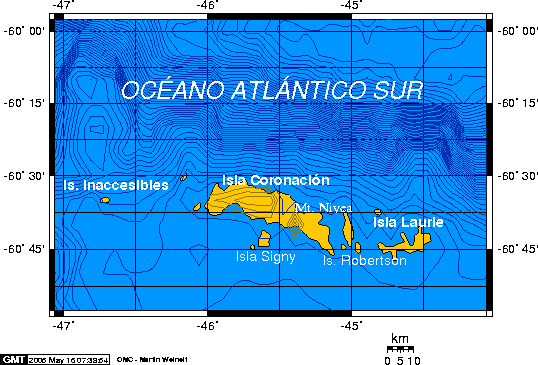
Mapa de las Orcadas del Sur.

Las islas Larsen, también llamadas C. A. Larsen, son un pequeño grupo de islas de la Antártida que se encuentran a 1 milla al noroeste de la punta Moreton, en el extremo occidental de la isla Coronación, en las islas Orcadas del Sur, a 60°36′S 46°04′O / -60.600, -46.067. 
Las islas Larsen fueron descubiertas por el capitán George Powell y el capitán Nathaniel Palmer durante su crucero conjunto en diciembre de 1821. Fueron llamadas así en el mapa del capitán Petter Sørlle, quien fue de expedición a las Orcadas del Sur entre 1912 y 1913, en honor al capitán noruego Carl Anton Larsen.

## Reclamaciones territoriales
Argentina incluye a las islas en el departamento Antártida Argentina dentro de la provincia de Tierra del Fuego, Antártida e Islas del Atlántico Sur, y para el Reino Unido integran el Territorio Antártico Británico, pero ambas reclamaciones están sujetas a las disposiciones del Tratado Antártico.
Nomenclatura de los países reclamantes: 
- Argentina: islas Larsen
- Reino Unido: Larsen Islands